# 劉思問
劉思問（1519年—1583年），字汝知，號紫山，河南怀庆府孟縣人。明朝政治人物。

## 生平
嘉靖二十五年丙午科（1546年）河南鄉試第二十八名，嘉靖三十五年（1556年）丙辰科会试七十一名，廷试三甲十五名進士。刑部观政，授苏州府推官，三十八年復除山西潞安府，四十一年十一月选授湖广道試御史，督管城工，四十五年巡按云南，隆慶元年四月奏请蠲免该省积负盐课，三年巡视京营，四年巡按江西，五年七月升大理寺左寺丞，六年三月升右少卿，四月升左少卿，十月升都察院右佥都御史、巡抚南赣汀韶地方。万历六年（1578年）正月以原官提督军务兼巡抚福建地方，七月迁本院左佥都御史，回院管事。八年四月升左副都御史，十二月升刑部右侍郎，九年三月升户部左侍郎、总督仓场，万历十一年（1583年）二月升南京右都御史，八月进南京户部尚书，不久于九月以病致仕，同年卒，年六十五

## 家族
曾祖劉整；祖父劉郁；父劉武，母張氏；繼母唐氏。弟思献，歲贡生。